# Горголь (река)
Горголь (араб. غورغول‎) — река на юге Мавритании, приток реки Сенегал. Площадь водосборного бассейна — 21 000 км², из которых 8950 км² приходится на бассейн Горголь-Нуара
Образуется при слиянии рек Горголь-Нуар (194 км) и Горголь-Блан (345 км). Горголь впадает в реку Сенегал в Каэди.
Речной бассейн играет важную роль в экономике Мавритании. В 1975 году правительство Мавритании инициировало схему ирригации и застройки долины реки Горголь, согласно которой после постройки плотины Фум-Глейта на реке площадь пахотных земель должна была увеличиться более чем на 3600 га. Следующими очередями проекта планировалось орошение ещё 30 000 га.
Река Горголь была источником беспокойства для экологов с середины 1970-х годов. В 1976 году считалось, что шистосомоз, также известный как лихорадка улитки, — паразитарное заболевание, вызываемое несколькими видами трематоды рода Schistosoma, — усиливается в долине реки в результате катастрофической засухи в Сахеле. Исследование, проведённое в период с мая по ноябрь 1974 года, определило распространённость и интенсивность шистосомоза и соответствующих видов улиток. Особенно пострадала территория Мбут, прилегающая к плотине Фум-Глейта. Частота развития шистисомоза была самой низкой в Каэди, у слияния рек Горголь и Сенегал.